# 评剧
评剧也叫评戏、平腔梆子，发源于中国河北唐山，特点是念白和唱词口语化，非常容易听懂，因此很受观众的歡迎。
1910年代，成兆才將說唱曲藝藝術蓮花落結合蹦蹦戏，並吸收河北梆子、京劇的一些表演方式和音樂元素，同時也受到唐山皮影戲音樂的影響，開創出定名為「平腔梆子」的新劇種，中華民國时期北京改名北平，使得「平腔梆子」的簡稱和京劇因政治因素而改換的新名稱「平劇」、「平戲」（本來叫「京戲」、「京劇」）混淆，成兆才於是在建議下把「平腔梆子」的簡稱改為「評劇」、「評戲」，這個名稱就此確立，直到現在。
從20世纪初期到現在，評劇演出了大量的时装戏，雖然京劇受到话剧的影響，也創作演出一些時裝戲，但评剧創作演出现代戲（时装剧）相對來說比較多，而且评剧現代戲創作演出一直不斷。1950年代在北京成立的中國評劇院，更是以創作演出評劇現代戲為主要任務，代表性的評劇現代戲有中華民國建國初年創作演出的《楊三姐告狀》、中華人民共和國成立後創作演出的《金沙江畔》、《夺印》、《向陽商店》、《會計姑娘》、《紅色聯絡站》、《野馬》、《高山下的花環》、《黑頭與四大名蛋》、《二愣媽》等。
評劇本來是以小生、小旦、小花臉（小丑）為主的「三小」戲，中華人民共和國成立後，生行（老生、小生行當）演員魏荣元與音樂家賀飛、楊培等合作，將評劇曲調和京劇淨行（大花臉；花臉；大花面；花面；大面）的發聲做表方式結合，開創出評劇的淨行，1955年，長春電影製片廠攝製了中華人民共和國第一部評劇電影《秦香蓮》，成功地以評劇淨行呈現片中的包拯。
評劇就如它的名稱「平腔梆子」所突顯出來的一樣，是一種梆子戲，和其他的梆子戲一樣，主弦都是板胡为主，都是富於板式變化的板腔。

## 传统主要剧目

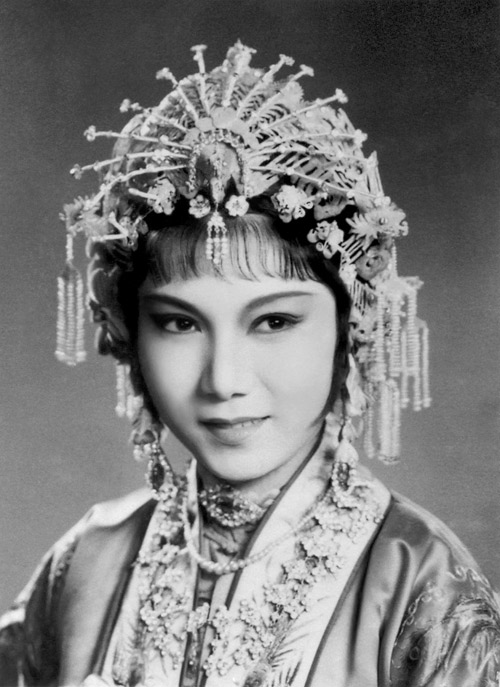
新凤霞在评剧电影《花为媒》中的剧照

- 《杨乃武与小白菜》
- 《秦香莲》
- 《刘巧儿》
- 《花为媒》
- 《杨三姐告状》
- 《桃花庵》

## 著名演员
- 白玉霜
- 小白玉霜
- 新凤霞
- 魏荣元
- 马泰
- 赵丽蓉
- 李忆兰
- 张德福
- 李惟銓（李惟全）

## 外部連結
- 评剧（页面存档备份，存于）
- （北京）中國評劇院網站
- 评剧戏迷的博客（页面存档备份，存于）